# Ängersjö distrikt
Ängersjö distrikt är ett distrikt i Härjedalens kommun och Jämtlands län. Distriktet som befolkningsmässigt är Norrlands minsta ligger omkring Ängersjö i nordvästra Hälsingland och gränsar till Härjedalen och Dalarna.

## Tidigare administrativ tillhörighet
Distriktet inrättades 2016 och utgörs av Ängersjö socken i Härjedalens kommun.
Området motsvarar den omfattning Ängersjö församling hade 1999/2000.

## Tätorter och småorter
I Ängersjö distrikt finns inga tätorter eller småorter.